# Jean-Baptiste Siméon Chardin
Jean-Baptiste Simeon Chardin (Parijs, 2 november 1699 - aldaar, 6 december 1779) was een Franse kunstschilder, vooral bekend door zijn genrestukken.

## Loopbaan
Chardin stond er om bekend veel in opdracht te werken voor rijke kunstliefhebbers. Zijn werken waren bij deze opdrachtgevers populair vanwege hun vaak sobere charme. Na de weelderigheid van de rococo in Frankrijk stak er een andere stroom kunstenaars de kop op. Daarvan was Chardin er een. Hij richtte zich vooral op de middenklasse bij het kiezen van zijn onderwerpen. Het dagelijkse leven van de doorsnee man en vrouw in zijn tijd. Zijn charmante genrestukken hadden een subtiele compositie. Door de kunstcriticus Denis Diderot werd hij erg gewaardeerd om zijn realistisch naturalistische uitvoering. Om een vast inkomen te krijgen hield Chardin zich ook veelvuldig bezig met het maken van prenten voor de markt.
Een van zijn bekendere werken is Gebed voor de maaltijd, dat hij in 1740 schilderde en tegenwoordig te zien is in het Louvre in Parijs. Hij wordt vaker vergeleken met Johannes Vermeer vanwege de manier waarop ze beiden op een poëtische manier een huiselijke voorstelling kunnen neerzetten zonder opvallende effecten of illusies toe te passen.
Chardin schilderde ook veel stillevens.

## Schilderstijl
De werken van Chardin worden gerekend tot de rococo.

## Musea
Zijn schilderijen zijn in de collecties van diverse musea, onder andere:
- Alte Pinakothek, München
- Hermitage, Sint-Petersburg
- J. Paul Getty Museum, Los Angeles
- Louvre, Parijs
- Metropolitan Museum of Art, New York
- National Gallery of Art, Washington

## Schilderijen
Enkele schilderijen zijn:
- De bleekster, 1730
- Pijpen en een drinkbeker, circa 1737
- Het dankgebed (Benedicite), 1744
- Dankgebed, 1740
- Stilleven met kunstvoorwerpen, 1766

## Galerij

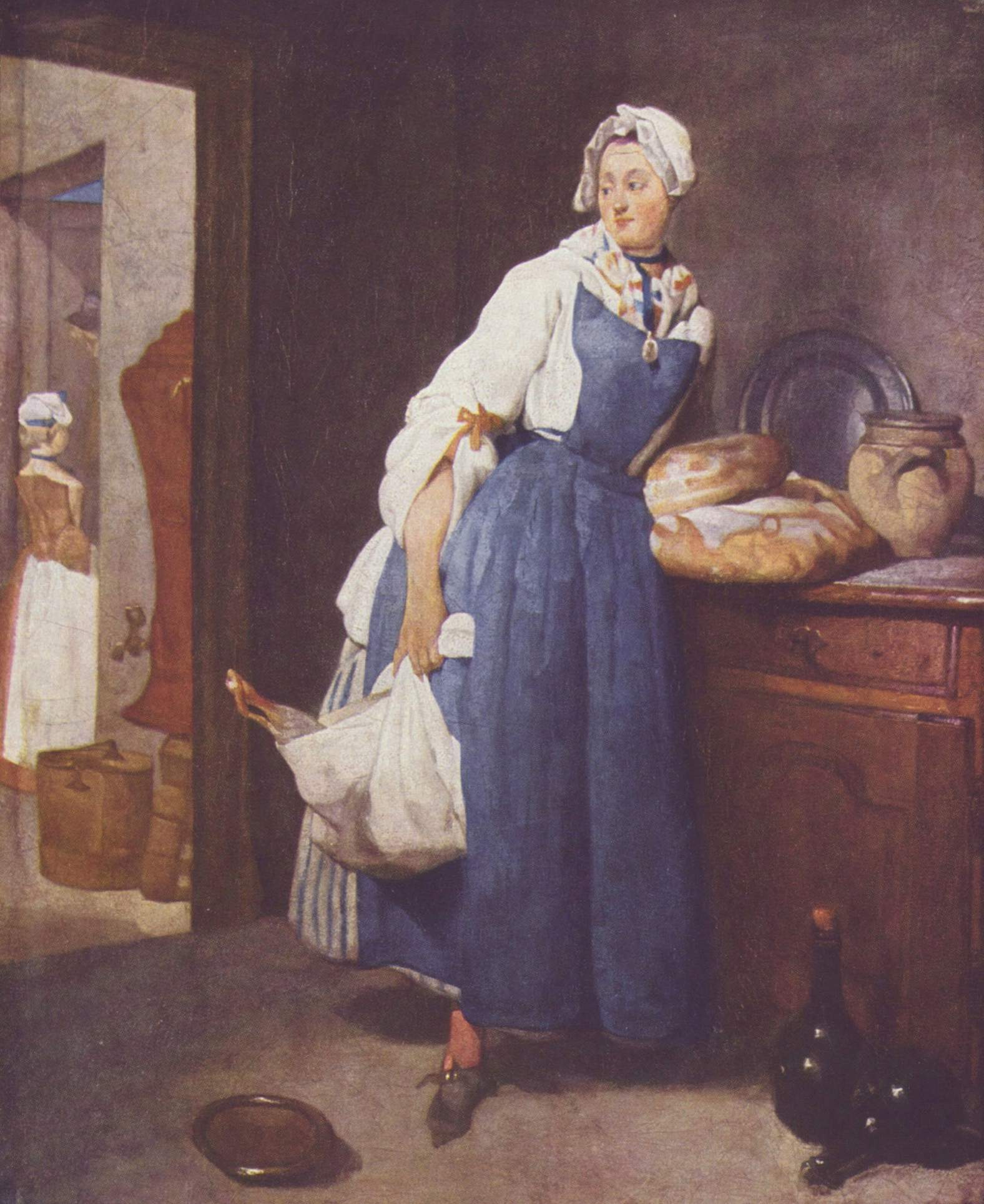
De keukenmeid, 1739, Louvre, Parijs
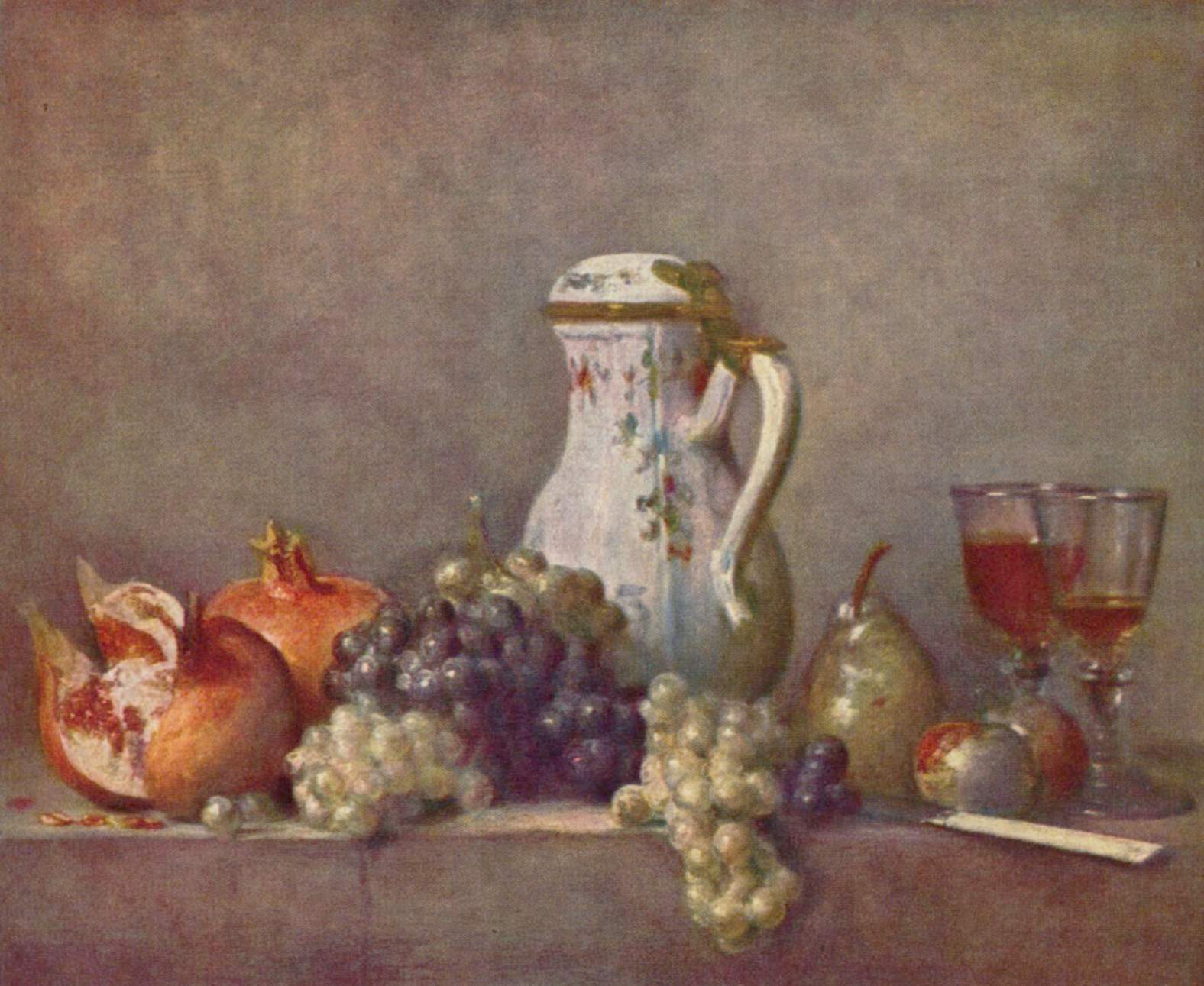
Stilleven met porseleinen kan, 1763, Louvre, Parijs
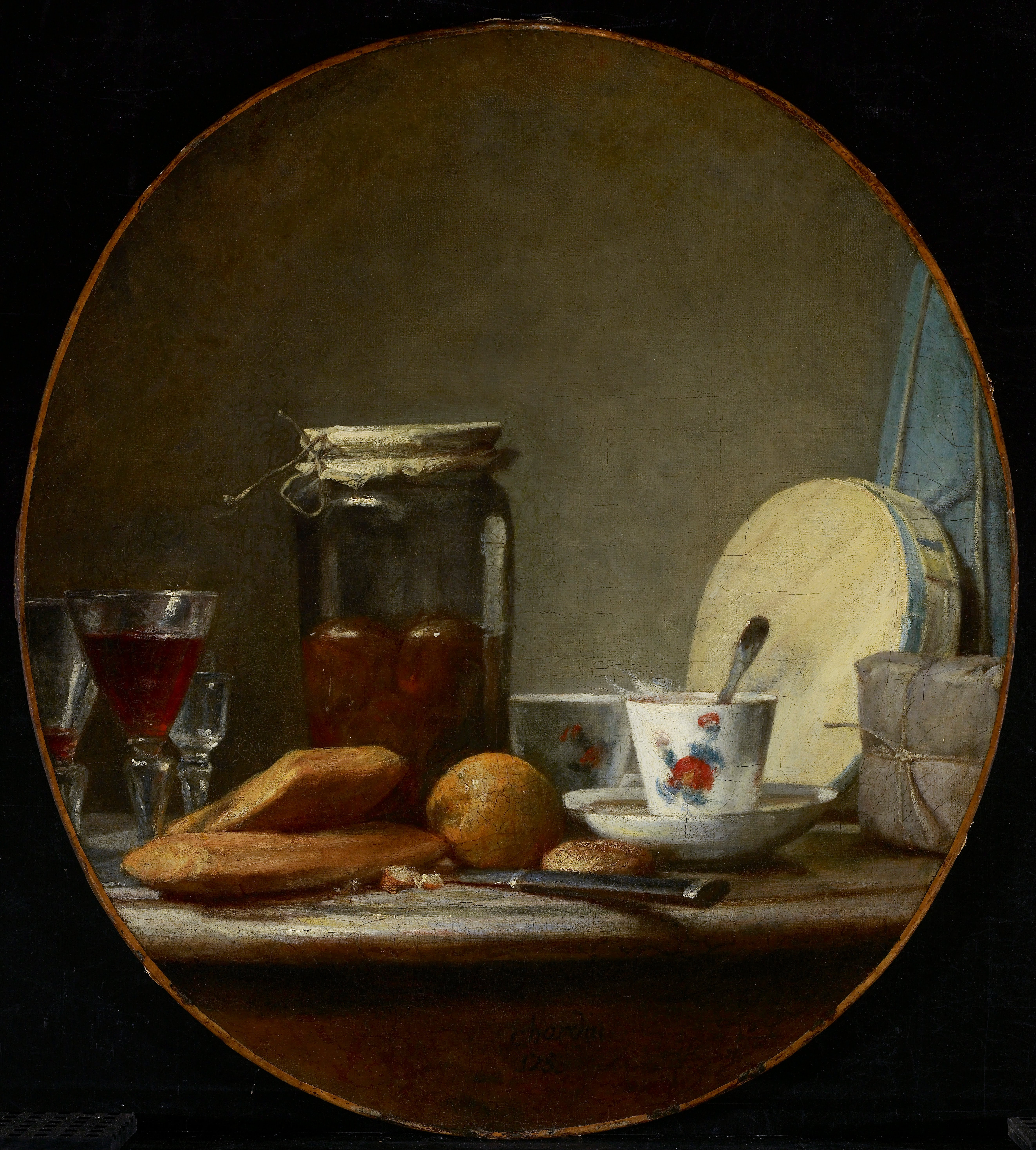
Jar of Apricots (1758), oil on canvas, 57 x 51 cm., Art Gallery of Ontario
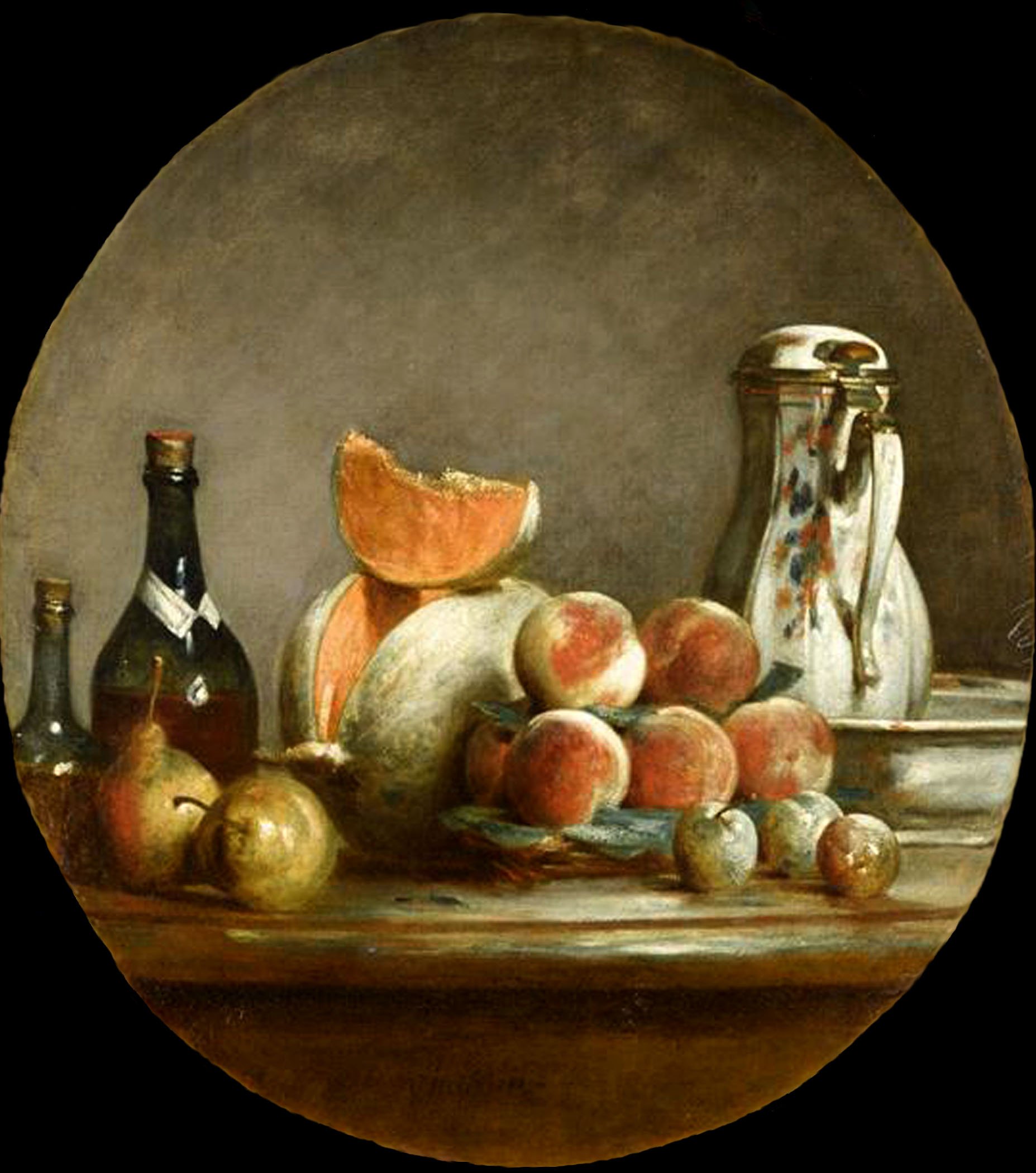
The Sliced Melon (1760), oil on canvas, 57 x 52 cm., Louvre